# 투데이스피피시
투데이스피피시 또는 투데이스피피씨(TodaysPPC)는 IT 기기를 주로 다루는 대한민국의 인터넷 커뮤니티이다. 초창기에 PDA 및 PDA폰을 중심으로 다루었으나, 점차 관심사가 확대되어 IT 관련 소식은 물론 일상사 전반에 대해서도 공유하고 있다.

## 역사
2000년 9월 PDA 사용자 전문 웹사이트로 출발하였으며, 확장을 거듭하여 2003년 인티즌과 제휴관계였을 당시 국내 최대 PDA 커뮤니티로 불리기도 했다. 이후 2004년 9월 드림위즈가 인티즌을 인수하면서 'DVD 프라임', '매니안' 등과 함께 제휴관계가 승계되어 2005년 드림위즈가 개최한 청소년 박람회에 참가했다. PDA폰 전성기에는 국내 대기업 및 중소기업 제품의 공동구매를 여러 번 진행했으며 스마트폰 사용이 본격화된 2009년 이후부터는 스마트폰 전문 커뮤니티로 이름을 알렸다.

## 이름
"오늘날의"라는 의미의 투데이스(Today's)와 PDA의 주요 형태 중 하나였던 마이크로소프트 포켓 PC(Pocket PC)의 약칭인 PPC를 합성하여 이름을 지었다. "투데이(오늘)"는 포켓 PC의 기본 화면이기도 하므로 중의적인 의미를 가진다. 키보드에서 한/영 변환 키를 잘못 눌렀을 때 "todaysppc"가 "생묘네ㅔㅊ"로 입력되는 현상 때문에 "생묘네"로 불리기도 한다. 현재는 PPC의 의미가 희박해져서 투데이 부분이 상대적으로 강조됨에 따라, 투데이스피피시가 가공의 "투데이그룹" 자회사라는 밈이 회원 사이에서 자리잡았다. 투데이로 시작하는 회사나 서비스를 목격하면 사업 확장을 하였다는 글이 올라온다.

## 서비스 및 특징
- 감자싹: 회원 전용 비공개 공동구매 (감자는 감사합니다에서 유래한 표현[12])
  - 감자의 확대 버전으로 "패밀리멤버서비스"[13]가 잠시 운영된 적이 있음
- 자방단: 자유게시판 방위단[14] (활발한 활동을 하는 회원에게 자격 부여)
- 영창: 운영자를 조롱하거나 규칙을 위반하였을 때 내려지는 글쓰기 금지 등의 조치[15]
  - 특정 인물을 "양상국"으로 부르는 것이 금기시되어 있음[16][17]

## 같이 보기
- 클리앙
- 세티즌